# 金枝藻属
金枝藻属（学名：Phaeothamnion）是金枝藻科下的一个属。

## 下属物种
本属包括以下物种：
- Phaeothamnion borzianum Pascher
- 金枝藻 Phaeothamnion confervicola Lagerheim